# Krombeinius kubah
Krombeinius kubah is een vliesvleugelig insect uit de familie Perilampidae. De wetenschappelijke naam is voor het eerst geldig gepubliceerd in 1995 door Darling.